# What Not to Wear
What Not to Wear  é um reality show produzido no Reino Unido em 2001. Foi indicado para o prêmio BAFTA Awards.

## Elenco
- Trinny Woodall (2001 - 2005)
- Susannah Constantine (2001 - 2005)
- Lisa Butcher (2006 - 2007)
- Mica Paris (2006 - 2007)